# Mattias Skjelmose
Mattias Skjelmose Jensen (født 26. september 2000 i København) er en dansk cykelrytter der er på kontrakt hos Lidl-Trek. Siden han var fem år gammel, har han haft bopæl på Amager.

## Karriere
Mattias Skjelmose Jensen blev nummer to ved junior Danmarksmesterskaberne i landevejscykling 2017.
I Fredsløbet 2018 blev Mattias Skjelmose Jensen nummer to både på sidste etape og i klassementet. Kort efter blev det en tredjeplads ved juniorernes udgave af Paris-Roubaix.
26. maj 2018 vandt Mattias Skjelmose Jensen først en enkeltstart i Tour du Pays de Vaud, hvorefter han samme dag også blev nummer 22 i en normal landevejsetape.
Han afsluttede dagen efter med at vinde det schweiziske junior etapeløb sammenlagt.

### Dopingdom
26. maj 2018 under Tour du Pays de Vaud blev der taget en dopingprøve på Mattias Skjelmose Jensen, som viste spor af stoffet methylhexanamin, der er et præstationsfremmende middel som er forbudt at have i kroppen under konkurrencer. Han anser selv at det stammer fra et af de kosttilskud han har taget. Efter at sagen var blevet behandlet ved Cycling Anti-Doping Foundation (CADF), blev han i januar 2018 idømt ti måneders karantæne af Den Internationale Cykelunion (UCI) for brud på antidopingreglerne. Han fik selv sat karantænen i gang 7. juli 2018. Karantænen varede frem til 6. maj 2019. Mattias Skjelmose Jensen var kun 17 år på tidspunktet for afgivelsen af den positive dopingprøve. Derfor havde Danmarks Cykle Union (DCU) ikke forventet at se hverken navn eller dom i medierne, da de tidligere af UCI var blevet informeret om, at dommen ikke ville blive offentliggjort.
Sommeren 2018 blev han også tildelt karantæne i 14 dage for at slå til en anden rytter under Demin Cup i Grindsted.

## Meritter
2017
1. plads  Bjergkonkurrencen, Fredsløbet
2. plads, linjeløb, DM i landevejscykling for juniorer
5. plads samlet, Internationale Niedersachsen-Rundfahrt der Junioren
2018
1. plads samlet  Tour du Pays de Vaud
1. plads, 3b. etape (ITT)
2. plads samlet, Fredsløbet
3. plads, Paris-Roubaix Juniors
2019
3. plads Fyen Rundt
4. plads, enkeltstart, DM i landevejscykling for U23
2021
5. plads samlet, Tour de l'Ain
6. plads samlet, UAE Tour
7. plads samlet, Tour of Norway
1. plads  Ungdomskonkurrencen
8. plads samlet, Danmark Rundt
2022
1. plads samlet  Luxembourg Rundt
1. plads  Ungdomskonkurrencen
1. plads, 4. etape (ITT)
2. plads samlet, Tour de l'Ain
1. plads  Pointkonkurrencen
1. plads  Ungdomskonkurrencen
3. plads, enkeltstart, DM i landevejscykling for elite
3. plads samlet, Tour de la Provence
1. plads  Ungdomskonkurrencen
3. plads samlet, Danmark Rundt
3. plads samlet, Tour de Wallonie
5. plads samlet, Route d'Occitanie
8. plads, Clásica de San Sebastián
2023
 Danmarkmester i linjeløb
1. plads samlet  Tour de Suisse
1. plads  Ungdomskonkurrencen
1. plads, 3. etape
2. plads, 5. etape
3. plads, 4. og 8. etape
1. plads, Maryland Cycling Classic
1. plads, 3. etape, Danmark Rundt
2. plads samlet, Étoile de Bessèges
1. plads  Ungdomskonkurrencen
1. plads, 4. etape
1. plads, 2. etape, Tour des Alpes-Maritimes et du Var
2. plads, 3. etape, Tour des Alpes-Maritimes et du Var
1. plads  Pointkonkurrencen
2. plads, La Flèche Wallonne
2. plads, DM i enkeltstart for eliten
3. plads, Classic de l'Ardèche
3. plads, Gran Premio Miguel Indurain
8. plads, Amstel Gold Race
9. plads, Liège-Bastogne-Liège
2024
 Danmarkmester i enkeltstart
3. plads, Classic de l'Ardèche
3. plads samlet, Baskerlandet Rundt
3. plads samlet, Tour de Suisse
1. plads  Ungdomskonkurrencen
3. plads, 6. og 8. etape
4. plads samlet, Paris-Nice
1. plads, 6. etape
5. plads samlet, Vuelta a España
1. plads  Ungdomskonkurrencen
2025
1. plads, Amstel Gold Race
1. plads, Andorra MoraBanc Clàssica